# Xavier University of Louisiana
La Xavier University of Louisiana (XULA) è un'università privata di arti liberali situata a New Orleans, nello stato americano della Louisiana. È una delle università storicamente afroamericane.
Deriva dalla Southern University of New Orleans, una high school aperta il 27 settembre 1915 da Katharine Mary Drexel e dalle sue suore del Santissimo Sacramento per gli indiani e i negri; in seguito l'istituzione fu intitolata a san Francesco Xavier, di cui il padre della Drexel (Francis Anthony Drexel) portava il nome.
Nel 1925 la Xavier University divenne un College of Liberal Arts and Sciences.
Fu la prima istituzione universitaria cattolica aperta a studenti di ambo i sessi.
Nel 2020 circa il 75,1% degli alunni era nero o afroamericano e solo il 12% degli alunni si dichiarava cattolico.